# Naushahro Feroze (Distrikt)

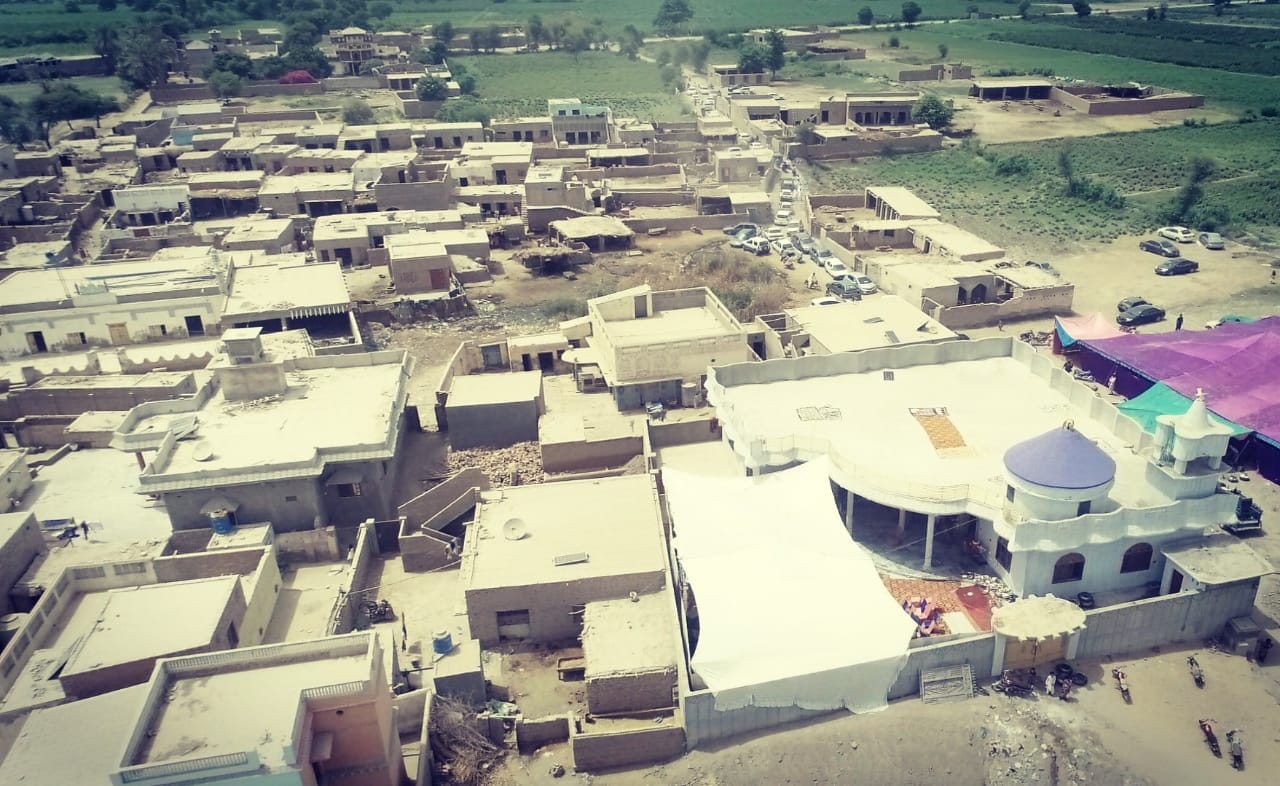
Dorf im Tehsil Bhiria

Der Distrikt Naushahro Feroze ist ein Verwaltungsdistrikt in Pakistan in der Provinz Sindh. Sitz der Distriktverwaltung ist die gleichnamige Stadt Naushahro Feroze.
Der Distrikt hat eine Fläche von 2945 km² und nach der Volkszählung von 2017 1.612.373 Einwohner. Die Bevölkerungsdichte beträgt 547 Einwohner/km². Im Distrikt wird zur Mehrheit die Sprache Sindhi gesprochen.

## Lage
Der Distrikt befindet sich im Norden der Provinz Sindh, die sich im Südosten von Pakistan befindet. Der Indus durchfließt den Distrikt an einigen Stellen in Osten. 

## Verwaltungsgliederung
Der Distrikt ist administrativ in fünf Tehsil unterteilt:
- Moro
- Naushahro Feroze
- Bhiria
- Kandiaro
- Mehrabpur

## Demografie
Zwischen 1998 und 2017 wuchs die Bevölkerung um jährlich 2,09 %. Von der Bevölkerung leben ca. 24 % in städtischen Regionen und ca. 76 % in ländlichen Regionen. In 275.693 Haushalten leben 832.569 Männer, 779.747 Frauen und 57 Transgender, woraus sich ein Geschlechterverhältnis von 107,1 Männer pro 100 Frauen ergibt und damit einen für Pakistan häufigen Männerüberschuss.
Die Alphabetisierungsrate in den Jahren 2014/15 bei der Bevölkerung über 10 Jahren liegt bei 68 % (Frauen: 55 %, Männer: 79 %) und damit über dem Durchschnitt der Provinz Sindh von 60 %.
| Jahr | Einwohnerzahl |
| ---- | ------------- |
| 1972 | 685.829       |
| 1981 | 829.051       |
| 1998 | 1.087.571     |
| 2017 | 1.612.373     |